# Antilopă tsipi
Antilopa tsipi sau săritoare (Antidorcas marsupialis), numită și springbok (în afrikaans sau olandeză: spring = săritură; bok = antilopă sau capră), este o specie de gazelă având drept caracteristici principale îmbinarea culorilor alb și maro în cadrul blănii și de asemenea până la 80 cm înălțime. Pot atinge viteze de până la 80–90 km/oră, în acest caz salturile fiind de aproximativ 3,5 metri , dar salturile pot atinge chiar și lungimi de până la 15 m.
Numele speciei de marsupialis derivă dintr-o cutare a pielii de sub burtă, fără rol în reproducere, dar cu rol în alungarea prădătorilor și atragerea femelelor. Prin salturi repetate cu spatele arcuit concav în aer, masculii își descoperă „buzunarul” alb de sub burtă, luând o formă arcuită ce sperie prădătorii și atrage sexul opus.
Aceste antilope trăiesc în sudul și sud-vestul Africii.